# Tundra ártica canadiense
La tundra ártica canadiense es una designación biogeográfica que alude al terreno ubicado en el norte de Canadá. Por lo general, se encuentra al norte de la línea de árboles o bosque boreal,  que corresponde con la tundra alpina escandinava al este y la tundra ártica siberiana al oeste dentro del cinturón de tundra circumpolar del hemisferio norte.
Los territorios del norte de Canadá abarcan una superficie total de 2 600 000 km² (1 003 861 mi²) , el 26 % de la superficie terrestre del país, incluida la tundra costera del Ártico, las tierras bajas del Ártico y la región inuitiana en el Alto Ártico. El terreno de tundra representa aproximadamente 1 420 000 km² (548 262,5 mi²)  en Yukón, los Territorios del Noroeste (en Nunavut) el noreste de Manitoba, el norte de Ontario, el norte de Quebec, el norte de Labrador y las islas del Archipiélago Ártico, de las cuales Isla de Baffin con una superficie de 507 451 km² (195 927 mi²)  es el más extenso. 
La tundra de Canadá se caracteriza por condiciones climáticas extremas. Los suelos se ven congelados durante todo el año, cuenta con inviernos largos y fríos, una temporada de crecimiento muy corta y bajas tasas de precipitaciones.
La tundra ártica canadiense está habitada por pueblos indígenas, predominantemente el inuit, el cual, durante la mayor parte de su historia de asentamiento, ha ocupado las zonas costeras de Nunavut, Nunavik (norte de Quebec), Nunatsiavut (norte de Labrador), los Territorios del Noroeste y anteriormente Yukón. Las cifras de población siguen siendo moderadas para toda la región. En 2006 alrededor del 50 % de los habitantes eran de ascendencia indígena.
El cambio climático, registrado y documentado durante varias décadas, ya ha provocado una notable inestabilidad ambiental regional y ha amenazado o puesto en peligro a varias especies.  